# Guldsjakal
Guldsjakalen (Canis aureus) er et dyr i hundefamilien. Dyret lever i det sydøstlige Europa, i det nordlige og østlige Afrika og i det vestlige og sydlige Asien. Guldsjakalen er altædende. Hunnen er drægtig i mellem 60 og 63 dage. I den tid opholder hun sig i en hule. Kuldstørrelsen er i gennemsnit på 5-6 unger.   

## Beskrivelse
Guldsjakalen er ikke en nær slægtning af de ægte afrikanske sjakaler. Den ligner en lille ulv (Canis lupus) eller en lille prærieulv (C. latrans), men den er mindre end dem. Arten er slank og har en langbenet og langstrakt kropsbygning. Kropslængden (snudespids til halerod) udgør normalt (60–106 cm (typisk 70–85 cm) og skulderhøjden  er omkring cirka 38–50 cm. Halen udgør i tillæg cirka 25 cm og vægten ligger normalt omkring 5,4–13 kg, afhængig af køn og udbredelse. De nordlige typer bliver normalt større end de sydlige, og arten er kun marginalt større end en rød ræv (Vulpes vulpes).
Pelsen er grov og typisk orange eller gylden med en hvid markering på halsen. Nogle steder bliver den nærmest sølvfarvet over ryggen, lysere i bugen (nærmest hvid eller bleggul). Haletippen er altid sort. Pelsen bliver gerne noget mørkere i vinterhalvåret. Både albinisme og melanisme er kendt. Det første tilfælde af sorte individer blev dokumenteret i slutningen af 2012. Der er også forskelle i farvningerne mellem  varianterne.
I fangenskab kan de blive op til 16 år gamle, men i vild tilstand er levealderen normalt maksimum 13 år (typisk 8–9 år). Arten kan reproducere sig med andre arter i slægten Canis, herunder både ulv og tamhund.

## Adfærd
Selv om guldsjakalen af udseende kan ligne ulven har arten en anden social adfærd. Som ulven danner den livslange parforhold og lever i monogami. Ungerne bliver hurtig voksne og bliver ikke længe hos forældrene og udgør derved ikke en større flok, som er almindelig hos ulven. Parrene hævder deres revir, som i størrelse normalt udgør omkring 0,5–2,5 km², noget mindre end et ulverevir. Størrelsen på reviret vil imidlertid være afhængig af tilgangen af føde, og både hannen og hunnen deltager i forsvaret af territoriet. Arten er døgnaktiv, men i områder med mange mennesker kan den være nærmest totalt nataktiv. Arten er meget tilpasningsdygtig og både størrelsen af reviret og opbygningen af flokken vil variere afhængig af nærheden til mennesker. Arten udgraver huler eller søger ind i bjergsprækker og lignende for at få ly for andre rovdyr. De overtager også huler efter andre dyr. Arten kommunikerer med markeringer, kropssprog og et bredt udvalg af lyde.

## Udbredelse
Guldsjakalen har den største udbredelse af de tre sjakalarter. Palæontologiske data antyder at arten ikke fandtes i Europa under pleistocæn, og at den sandsynlig koloniserede dette kontinent under tidlig holocæn.
Arten findes i overvejende i Eurasien, tidligere fra Italien via Balkan og Tyrkiet i vest, via Mellemøsten og til Indien, Burma og Thailand. I Afrika er udbredelsen usikker, efter at guldsjakalen og guldulven blev delt i to selvstændige arter. Guldsjakalen kan imidlertid findes i det nordligste Afrika, i landområderne nord for Sahara. Dette er imidlertid ikke bekræftet.
Hvor talrige de forskellige  populationer er ved ingen, men totalbestanden er i fremgang. På det indiske subkontinent anslog forskere i 2004 at arten talte omkring 80.000 individer, mens den europæiske population i 2016 blev estimeret til omkring 70.000 individer.

### Udbredelsen ekspanderer
I de senere år har forskerne registreret at europæisk guldsjakal er i færd med at ekspandere i sit udbredelsesområde. Denne er den fysisk største af underarterne, men den vejer alligevel ikke mere end cirka 6,5–13 kg (hannen typisk 10–13 kg, hunnen cirka 6,5–7,8 kg). Først i en bølge i 1950-tallet, derefter i en ny bølge i 1980-tallet. Siden har ekspansionen fortsat mod nord og vest i Europa. Arten er blandt andet registreret i Schweiz, Tyskland, Polen, det nordlige Ukraine, Hviderusland og i Baltikum (Estland (2015), Letland (2013), og Litauen (2011)). Genetiske studier af sjakaler i Baltikum afslører en oprindelse fra både Kaukasus og det sydøstlige Europa, noget som styrker teorierne om en naturlig spredning. Finske forskere antager, at det kun er et tids spørgsmål før arten indtager Finland, sandsynligvis via Karelen. 
En guldsjakal blev fundet trafikdræbt ved Karup i 2015. En anden er blevet observeret i Lille Vildmose i Nordjylland i 2016. På grund af en del angreb på lam og får i Sønderjylland i 2017 gav Miljøstyrelsen i maj tilladelse til regulering af en bestemt guldsjakal, ved tilladelsens udløb i august 2017 var der ikke skudt nogen.
I september 2019 og juli 2020 blev guldsjakalen dokumenteret i Norge med fotos taget ved Lakselv i Finnmark. I september 2015 blev en død guldsjakal fundet i Jylland.  Samme år blev der også registreret guldsjakal i Veluwe naturreservat i Holland, og året efter blev arten også observeret i Haute-Savoie i Frankrig. 26. juli 2019 blev en  guldsjakal fotograferet (af Jarmo Korhonenen fra Kuopio) i Rautavaara i det centrale Finland.